# San Nicolás (Chile)
San Nicolás ist eine Stadt und Gemeinde in der Provinz Punilla in der Región de Ñuble in Chile. Bei der Volkszählung im Jahr 2017 hatte sie 12.414 Einwohner. Die Gemeinde erstreckt sich über eine Fläche von 490,5 km².

## Geschichte
Der erste bekannte Ortsname des Gebiets ist Quillinco oder Quillengüe, was „Dorf der Indios“ bedeutet. Die von P. Guarda zitierte Quelle bestätigt, dass die Spanier jede Bevölkerungsansammlung als „Indiodorf“ bezeichneten, unabhängig von Hierarchie oder Größe. Vom Padre Rosales bis zum Abt Molina lässt sich feststellen, dass die Indigenen der Gegend verstreut lebten, ohne die Behausungen gemeinsam zu errichten oder ihre Häuser in Form eines Dorfes zu organisieren.
Der Ortsname der Gemeinde taucht erstmals in den offiziellen Aufzeichnungen im Gesetz vom 2. Februar 1848 auf, das die Provinz Ñuble als Unterabteilung des Departements San Carlos schafft. Unter dem Patronat des Heiligen Nikolaus wird die Gemeinde am 22. Dezember 1891 gegründet, jedoch wurde der Festtag der Gemeinde auf den 6. Dezember festgelegt. Die Einrichtung des Gemeindesitzes von San Nicolás im Departement San Carlos, Provinz Ñuble, wurde durch das Gesetz von 1900 festgelegt, wobei Quillenco als Hauptort bestimmt wurde.
Im Eigentumsverzeichnis von 1896 der Gemeinde San Nicolás, in der Unterabteilung 8 der Gemeinde, gehörten das Gut „Guillinco“ (Quillinco) und „Llano Blanco“ Rosario Lantaño. Später, im Jahr 1923, gehörte „Quillinco“ Pelegrín Martín, war jedoch an Manuel Martín Yávar verpachtet. Das Gut diente außerdem als Winterweide für die Viehzucht von „Puyaral“, das ebenfalls Pelegrín Martín gehörte und an denselben Pächter übergeben war. Nachdem das Gut im Jahr 1934 vom Anwalt Manuel Martín Yávar gepachtet worden war, ging es in dessen Eigentum über. Von 1934 bis 1959 wurde Quillinco schrittweise durch wiederholte Verkäufe seines Eigentümers Manuel Martín Yávar in Parzellen aufgeteilt.
Während der Zerschlagung des Guts Quillinco priorisierte die Gemeindeverwaltung den Ausbau der Straßen im gesamten Gemeindegebiet. 1949 stellten die Behörden Mittel bereit, um die Straße zwischen der Ñuble-Brücke und San Nicolás zu verbessern, da sie durch die jüngsten Unwetter stark beschädigt worden war, anschließend wurden weitere Arbeiten an wichtigen Landstraßen wie der von Santa Josefina durchgeführt. In den 1950er-Jahren war die Straßensituation weiterhin problematisch, was zu zusätzlichen Investitionen führte, einschließlich Schotterung und Nivellierung wichtiger Verbindungen wie der nach Cocharcas, Dadinco und La Maravilla.
Mitte der 1990er-Jahre „wurden mit Mitteln des Ministeriums für öffentliche Arbeiten die Straße nach Monteleón instand gesetzt, zwei Brücken auf der Straße nach Coipin gebaut sowie die Brücken Huampuli und Lilahue erneuert.“

## Bevölkerung
Laut der Volkszählung des Nationalen Statistikinstituts von 2002 hatte San Nicolás 9741 Einwohner (5032 Männer und 4709 Frauen). Davon lebten 3428 (35,2 %) in städtischen Gebieten und 6313 (64,8 %) auf dem Land. Zwischen den Volkszählungen von 1992 und 2002 wuchs die Bevölkerung um 2,6 % (246 Personen). Im Jahr 2017 zählte man 12.414 Personen.

## Wirtschaft
Die Hauptaktivität der Gemeinde sind landwirtschaftliche Arbeiten, wobei insbesondere die forstwirtschaftliche und die landwirtschaftliche Tätigkeit mit der Produktion von Weizen und Zuckerrübe hervorstechen. Von der Gemeindefläche entfallen 80 % auf sogenanntes „hartes Trockengebiet“, mit Böden von geringer Produktivität, wo überwiegend kleinbäuerliche Familienlandwirtschaft betrieben wird, insbesondere mit dem Anbau von Weizen, Linsen und Gemüse. Die restlichen 20 % entsprechen Böden, die für die Herstellung von Exportprodukten genutzt werden, wie etwa Kirschen, Heidelbeeren, Kiwis und Weinreben.